# Arto Tchakmaktchian
Arto Tchakmaktchian (en armenio: Արթօ Չաքմաքչեան: Arto Chakmakchián; 26 de junio de 1933-1 de octubre de 2019) fue un escultor y pintor armenio-canadiense; fue miembro de la Real Academia de las Artes de Canadá (Royal Canadian Academy of Arts).

## Carrera artística
Comenzó sus estudios profesionales a la edad de quince años en la Escuela de Arte de Panos Terlemezián. En 1962 ganó el primer premio de la Exposición Internacional de Ceramistas Contemporáneos en Praga por su escultura titulada Monumento a las Víctimas de Hiroshima. La obra fue donada por la Unión Soviética a la ciudad de Hiroshima en 1964. 
En 1969 recibió la medalla de oro de la Unión de Jóvenes Armenios por sus obras Madre y Arno Babajanián. En 1984 ganó el Primer Premio de la Wilfrid Pelletier Competition en Montreal por el busto de Wilfrid Pelletier. La obra está en exposición permanente en el recibidor de entrada del Place des Arts de Montreal. Sus obras han sido expuestas en importantes museos de todo el mundo, incluyendo el Museo del Louvre en París.